# Kirchheimer Tunnel
Der Kirchheimer Tunnel ist ein 584 m langer Eisenbahntunnel im Zuge der Frankenbahn zwischen Kirchheim am Neckar und Lauffen am Neckar im Norden Württembergs. Die Deutsche Bahn führt den Doppeltunnel formal als zwei Bauwerke, den „rechtsseitigen Kirchheimer Tunnel“ für das Gleis in Richtung Heilbronn und den „linksseitigen Kirchheimer Tunnel“ in Richtung Bietigheim-Bissingen.

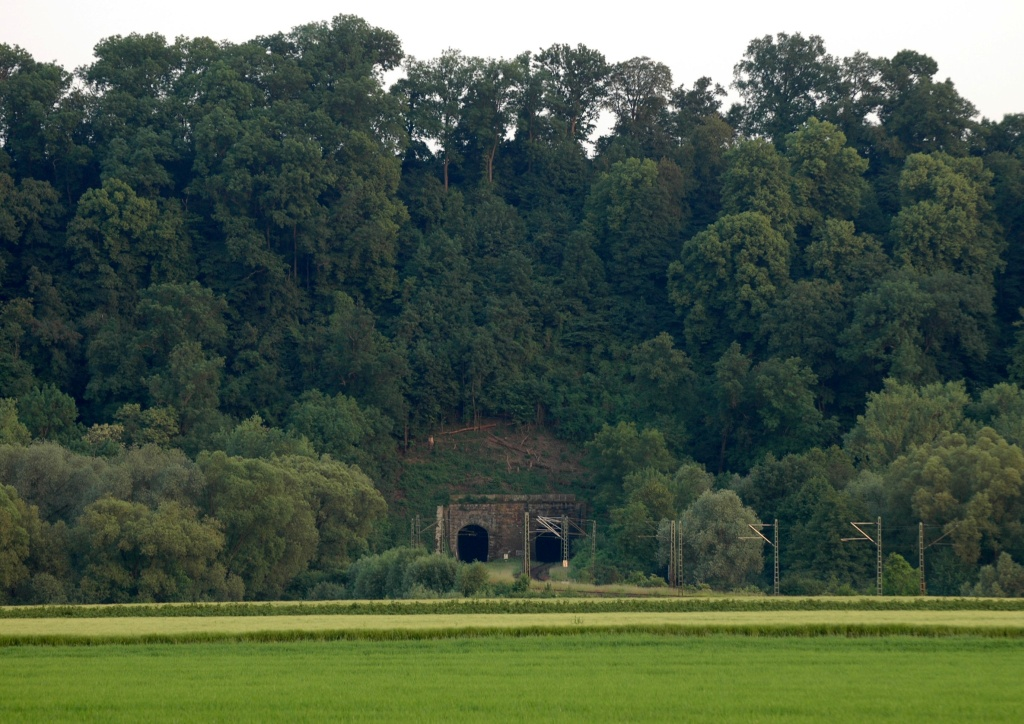
Nordportale an der alten Lauffener Neckarschlinge

Der Tunnel kürzt die Neckarschlinge nördlich von Kirchheim ab, indem er durch die Muschelkalkschichten ihres Prallhangs zur alten Lauffener Schlinge stößt. Hinter dem Tunnel führt die Strecke den alten Lauf des Neckars und die Zaber entlang nach Lauffen, wo sie wieder den Neckar erreicht. Am nördlichen Tunnelmund führt die Bahn durch das Landschaftsschutzgebiet Alte Lauffener Neckartalschlinge. Der Kirchheimer Tunnel wird von der Bundesstraße 27 und von der Grenze zwischen den Landkreisen Ludwigsburg und Heilbronn überquert.
Der rechtsseitige Kirchheimer Tunnel wurde vom 1. April 1846 an bis 1848 für die Württembergische Nordbahn Ludwigsburg–Heilbronn gebaut. Die Röhre entstand durch Pulversprengung, der Durchschlag gelang am 29. Dezember 1847. Zunächst sollte nur das Deckengewölbe ausgemauert werden. Wegen des stark zerklüfteten Gesteins mussten jedoch auch die Seitenwände gemauert werden, wobei regionaler Sandstein zur Verwendung kam. Der Tunnel war nach dem Rosenstein- und dem Pragtunnel der dritte Eisenbahntunnel in Württemberg. Gemeinsam mit der Enzbrücke bei Besigheim gehörte er zu den aufwändigsten Bauten für die Bahnstrecke.
Die Höhe des Tunnels von der Schienenoberkante bis zur Oberkante des Gewölbes liegt bei rund 20′ (5,7 m), und er ist rund 16′ (4,6 m) breit. Der Radius des Deckengewölbes beträgt rund 10′ (2,9 m), seine Höhe liegt bei rund 4′ (1,1 m). Der Tunnel liegt von Kirchheim aus gesehen in einem Gefälle von 5 ‰.
Im Gegensatz zu den anderen Eisenbahntunnels wichtiger Hauptbahnen war sein Querschnitt nicht auf einen späteren zweigleisigen Betrieb ausgelegt. Als die K.W.St.E. von 1890 bis 1896 das zweite Gleis zwischen Bietigheim und Jagstfeld ergänzten, musste daher eine weitere Tunnelröhre, der linksseitige Kirchheimer Tunnel, erbaut werden. Die beiden rund 8 m auseinanderliegenden Röhren wurden durch mehrere Querschläge miteinander verbunden.
Das Bauwerk ist der Tatort in Heimito von Doderers Kriminalroman Ein Mord, den jeder begeht von 1938: Der Protagonist erschreckt seine Mitreisende durch einen Scherz während einer Zugfahrt durch den Tunnel so sehr, dass sie bewusstlos wird, weit aus dem Fenster hängt und dann durch den Stoß an die Mauerkante eines der Querschläge erschlagen wird.